# Chironomus pubitarsis
Chironomus pubitarsis är en tvåvingeart som först beskrevs av Zetterstedt 1850.  Chironomus pubitarsis ingår i släktet Chironomus och familjen fjädermyggor.
Artens utbredningsområde är Sverige. Inga underarter finns listade i Catalogue of Life.